# Strange Culture
Strange Culture (Culturas estranhasPB) é um documentário estadunidense produzido em 2007 pela realizadora Lynn Hershman Leeson. É estrelado por Tilda Swinton e Thomas Jay Ryan.
Estreou em 19 de janeiro de 2007 no Festival de Sundance.

## Sinopse
O filme aborda o caso do artista e professor universitário Steve Kurtz, membro do Critical Art Ensemble (CAE). O trabalho de Kurtz e de outros membros do CAE lida com alimentos geneticamente modificados e outras questões científicas e de saúde pública. Depois que a esposa de Kurtz, Hope, faleceu de ataque cardíaco, os paramédicos que foram até a residência do casal suspeitaram das placas de Petri e outros equipamentos científicos que viram no interior da residência, e que eram utilizados no trabalho artístico de Kurtz. Eles então chamaram o FBI, que levou o artista preso sob suspeita de bioterrorismo.
Como Kurtz está impedido legalmente de comentar o caso, o filme usa atores para interpretar a história, bem como entrevistas com o artista e outras pessoas envolvidas na história. Através de uma combinação de reencenação dramática, cenas de telejornais, animação e depoimentos, o filme averigua a paranóia pós-11/9 e sugere que Kurtz foi indiciado porque sua obra questiona as políticas governamentais. Ao fim do filme, Kurtz e seu colaborador de longa data, o Dr. Robert Ferrell, ex-presidente do Departamento de Genética da Faculdade de Saúde Pública da Universidade de Pittsburgh, aguardavam a data do seu julgamento (o qual ainda não ocorreu).